# Warta (gromada)
Warta – dawna gromada, czyli najmniejsza jednostka podziału terytorialnego Polskiej Rzeczypospolitej Ludowej w latach 1954–1972.
Gromady, z gromadzkimi radami narodowymi (GRN) jako organami władzy najniższego stopnia na wsi, funkcjonowały od reformy reorganizującej administrację wiejską przeprowadzonej jesienią 1954 do momentu ich zniesienia z dniem 1 stycznia 1973, tym samym wypierając organizację gminną w latach 1954–1972.
Gromadę Warta siedzibą GRN w mieście Warcie (nie wchodzącym w jej skład) utworzono 1 stycznia 1959 w powiecie sieradzkim w woj. łódzkim z obszaru zniesionych gromad Bartochów i Zagajew; równocześnie do gromady Warta przyłączono kolonię i osadę pokarczemną Baszków, wieś Jakubice, kolonię Nałęczów A-B, wieś, kolonię i PGR Sędzice oraz wieś, kolonię i parcelację Piotrowice ze zniesionej gromady Jakubice.
W 1961 roku (styczeń) gromadzka rada narodowa składała się z 27 członków.
Gromada przetrwała do końca 1972 roku, czyli do kolejnej reformy gminnej. 1 stycznia 1973 w powiecie sieradzkim utworzono gminę Warta.